# 艾荣松
艾荣松，四川内江人，是一名清朝政治人物。
艾荣松曾于1804年接替左元镇任奉贤县知县一职，1807年由陈毓蕙接任。